# Tellervo exoticus
Tellervo exoticus är en fjärilsart som beskrevs av Gmelin 1788/93. Tellervo exoticus ingår i släktet Tellervo och familjen praktfjärilar. Inga underarter finns listade i Catalogue of Life.